# Publication dynamique
 (mai 2020).
- Si vous ne connaissez pas le sujet, laissez ce bandeau (vous pouvez alors contacter les auteurs).
- Si vous supprimez le contenu mis en cause (vous pouvez préalablement contacter les auteurs),

argumentez précisément cette suppression dans la page de discussion
(un manque de référence n'est pas un argument ; une recherche réelle de référence doit avoir été effectuée, être formellement documentée).
La publication dynamique est une approche logicielle qui vise à automatiser la production de documents pour différents médias. Très répandue dans le domaine du web grâce aux outils de CMS (Content Management System), la publication dynamique s'applique également à d'autres supports, et en tout premier lieu à l'imprimé. La promesse d'une telle approche est de permettre une automatisation des processus de production et de diffusion des contenus, en combinant des systèmes de gestion de données à des systèmes de publication. Notons que la publication peut être mono ou bien multicanal (terme également utilisé : cross-media).
Sur Internet, la notion de publication dynamique désigne aussi, par opposition à la publication statique, la possibilité de modifier des ouvrages déjà publiés. Cette technologie peut prendre différentes formes : wikis, blogs ou sites de dépôts de code en font partie.

## Les principes de la publication dynamique

### Structuration des contenus
- modèles de documents selon une charte éditoriale (structure des articles, calibrage des textes…)
- stockage en base de données des articles (implique une séparation du fond textuel et iconographique par rapport à la forme finale du document)[4]
- gestion des ressources numériques (Digital Asset Management, DAM) pour l'iconographie et les médias riches.

### Automatisation de la mise en forme selon des gabarits prédéfinis
- web : processus de transformation (ex. XSL)
- imprimé : outils propriétaires (ex. Adobe InDesign Server ou Quark XPress Server), et outils libres (ex. OpenOffice.org)

### Publication automatique, génération du document final ou des flux de diffusion
- page web
- document bureautique
- livre électronique (ePub, Mobipocket)[1]
- PDF
- courrier électronique[1]
- RSS, Atom

### Les avantages recherchés
Les avantages recherchés par les différents acteurs impliqués sont très variés. Toutefois certains points sont récurrents.
Meilleure efficience de la gestion de projet, ou du processus éditorial :
- Système collaboratif, il permet à plusieurs acteurs de travailler ensemble sur une publication, et selon un processus d'organisation souvent préétabli[4].
- Vue d'ensemble sur les apports des différents collaborateurs[5].
- Traçabilité des actions[1].
- Automatisation d'alertes, aide à la gestion de projet.
- Disponibilité de la ressource dans plusieurs langues[1].

Constitution d'un patrimoine informationnel réutilisable.
- Conservation du fond textuel et iconographique indépendamment de l'usage[5].
- Indexation, recherche et réutilisation des contenus[5].

Gains de productivité, réduction du délai de lancement.
- Meilleure efficience du processus éditorial[4].
- Automatisation des tâches d'exécution liées à la génération du document (le formattage, dans un document traditionnel, peut prendre jusqu'à 50 % du temps de son auteur)[1].
- Processus parallèles possibles, meilleure indépendance des acteurs.
- Facilité d'utilisation par les collaborateurs et possibilité de les guider pendant l'accompissement des tâches[1].

Sécurisation de la marque
- Respect de la charte graphique.
- Production de documents à forte valeur ajoutée graphique sans utilisation de logiciels métier par les collaborateurs[1].
- Traçabilité et contrôle des contenus à chaque étape de la chaine de production[1].

Grâce à ces technologies, il est possible de publier en ligne du contenu en temps réel, sans intervention humaine,. Elles peuvent aussi être utilisées pour garantir la confidentialité de certaines données pendant la production des documents, les personnes écrivant une partie d'un document n'ayant accès qu'à cette partie, ce qui est utile dans des contextes militaires par exemple.

### Inconvénients par rapport aux publications traditionnelles
Dans un système de publication classique, il est facile de réaliser une transformation de dernière minute dans un document et d'avoir un aperçu immédiat du résultat final. Lorsque la chaine de production d'un document est complexe, cette possibilité n'est pas toujours garantie.
Transformer une organisation pour mettre en place un système de publication dynamique représente un coût, qui n'est pas forcément rentabilisé si l'organisation ne publie que des documents statiques, en petite quantité, dans une seule langue et par un seul canal, avec peu de réutilisation de contenu et ne nécessitant pas de visualisation de données ou d'interaction.

### Mise en place d'une solution de publication dynamique
Il n'existe pas de technologie ou de solution idéale. Le secteur d'activité de l'entreprise, l'usage qu'il en sera fait et la richesse fonctionnelle nécessaire sont des facteurs déterminants dans le choix d'une solution.
Que ce soit pour produire de la documentation technique, des documents marketing, de la communication interne ou externe ou bien encore de la presse, et quel que soit le canal de diffusion, il incombe d'être attentif à la façon dont les contenus sont gérés. En effet ces derniers constituent une véritable valeur pour l'entreprise, il est donc nécessaire de s'inscrire dans une démarche durable pour leur gestion.
Pour ce faire, l'utilisation de formats normés comme le XML avec des DTD standardisées (par exemple DocBook ou DITA) est préférable. Les éléments graphiques ou de médias riches (vidéos, sons, animations), sont généralement gérés à l'aide d'un DAM (Digital Asset Management) ou un ECM (Entreprise Content Management), avec une gestion fine des méta-données. Pour les informations publiées devant être mises à jour en temps réel, le protocole XMPP peut être utilisé. XQuery peut être utilisé pour générer des documents en se basant sur une base de données XML.

### Problèmes juridiques
Un des intérêts de la publication dynamique est la possibilité de réutiliser ou de transformer du contenu produit par d'autres. Cependant, cela pose des problèmes de propriété intellectuelle. Une des solutions pour éviter cela est l'utilisation de licenses telles que Creative Commons.

## Utilisation
Dans le domaine de l'enseignement ou de la formation, la pulication dynamique permet la création de supports d'apprentissage personnalisés de façon moins coûteuse et plus flexible. Avec un système statique, pour avoir un contenu personnalisé, celui-ci doit être systématiquement copié dans le système d'apprentissage (Learning management system ou LMS) de chaque étudiant depuis le système de gestion de contenu (Leaning content management system ou LCMS). En utilisant des liens dynamiques, il est possible pour tous les étudiants d'accéder directement, dans un ordre variable, à certains éléments du LCMS. Cette approche diminue le besoin de mises à jour et de maintenance et réduit le risque d'erreurs.
La publication dynamique permet aussi aux chercheurs de partager leurs résultats et leur processus de travail en temps réel, grâce à des pages web qui s'actualisent automatiquement au fur et à mesure que leurs données sont traitées. Cela permet de surveiller et de visualiser facilement leurs résultats sans qu'ils n'aient à intervenir, ce qui fluidifie le travail d'équipe et simplifie le partage des résultats préliminaires avec la communauté scientifique.
La publication dynamique peut jouer un rôle dans la gestion des ressources partagées dans l'utilisation de machines virtuelles au sein des organisations virtuelles (en) en permettant un accès instantané et simultané à des ressources partagées, accompagné d'informations sur l'état de disponibilité et le statut de la ressource.

## Compléments

### Web-to-Print
Les systèmes dits de web-to-print sont généralement mis en œuvre par des industriels du secteur de l'imprimerie. Ces systèmes sont orientés vers la production de documents relativement simples (ex. carte de visite). L'utilisateur final personnalise en ligne à l'aide d'un navigateur Web un modèle de document, puis en commande l'impression.

### Système éditorial
Un système éditorial est d'une façon générale, un système qui permet de gérer un processus de réalisation d'un média. Issus des salles de rédaction de la presse quotidienne et magazine, ces outils sont désormais également utilisés par des agences de communication spécialisées dans la communication interne et externe d'entreprise, ainsi que par les directions de la communication de grandes entreprises.